# 7533 Seiraiji
A 7533 Seiraiji (ideiglenes jelöléssel (7533) 1995 UE6) a Naprendszer kisbolygóövében található aszteroida. Yoshisada Shimizu és Urata Takesi fedezte fel 1995. október 25-én.